# Битва за Сански-Мост (1942)
Первая битва за Сански-Мост (сербохорв. Прва битка за Сански-Мост / Prva bitka za Sanski-Most), также известна как Первая атака на Сански-Мост в декабре 1942 (серб. Први напад на Сански-Мост децембра 1942. / Prvi napad na Sanski-Most decembra 1942.) — операция войск Народно-освободительной армии Югославии по овладению городом Сански-Мост, состоявшаяся с 10 по 14 декабря 1942 года. 3500 партизан противостояли 4500 солдатам войск Независимого государства Хорватии (НГХ), которых поддерживало незначительное количество немецких солдат. Штурм города окончился неудачей и отступлением партизан.

## Предыстория
В рамках проведения Бихачской операции части 1-го Боснийского корпуса НОАЮ продвигались к линии Босански-Нови — Сански-Мост. Накануне штурма города Босански-Нови части НОАЮ начали готовиться к штурму и города Сански-Мост.

## Подготовка к штурму
Штурм города был поручен 4-й Краинской дивизии и 1-й бригаде 5-й Краинской дивизии, усиленной батальоном 4-й Краинской бригады. Общая численность войск насчитывала 3500 человек. Им противостояли немецко-усташско-домобранские войска численностью 4500 человек: 2-й, 3-й и 5-й батальоны 10-го пехотного полка НГХ, штурмовой батальон, домобранский Баня-лукский добровольческий батальон, 12-я рота 721-го пехотного полка вермахта и около 1000 усташских милиционеров и легионеров.
Основываясь на данных разведки, штаб 1-го Боснийского корпуса оценил численность гарнизона в 2500 человек, учитывая резервы близ Босански-Нови, Приедора и рудника Любии. 6 декабря 1942 года был издан приказ о проведении штурма города, в котором говорилось:

Эта операция станет началом преследования разрозненных сил противника на территории от Бихача до Слуня.
Эта операция имеет большое военное и политическое значение. Она входит в план нашего успешного наступления по всем фронтам: как в районе Боснийской Краины, так и в районах Книнской Краины, Хорватии, Далмации и Центральной Боснии.
Эта операция должна помочь всем пролетарским дивизиям, которые действуют около Ливно, Травника, Доньи-Вакуфа и Котора-Вароши...
Оригинальный текст (серб.)Ова акција представља наставак гоњења разбијених непријатељских снага на цијелој просторији Бихаћ - Слуњ.

Ова акција је од изузетног војничког и политичког значаја. Она је у плану наше успјешне офанзиве на свим странама, како на сектору Босанске Крајине, тако и на секторима Книнске Крајине, Хрватске, Далмације и централне Босне.
Ова акција представља највећу помоћ и садејство свим пролетерским дивизијама, које дејствују око Ливна, Травника, Доњег Вакуфа, Котор-Вароши...

Согласно плану атаки, 5-й Краинской бригаде надлежало блокировать Босански-Нови, предпринять демонстративную атаку на врага, разрушить линии связи с Приедором и захватить рудник Любию. 3-й батальон 2-й Краинской бригады должен был прорваться в село Джевар и закрыть дорогу Приедор — Сански-Мост. 6-я Краинская бригада и два батальона 2-й Краинской бригады должны были атаковать город с восточной стороны, а 1-я Краинская бригада вместе с батальоном 4-й Краинской бригады должны были предпринять аналогичные действия с запада. Поддержку сербам оказывала артиллерия корпуса.

## Штурм
Штурм начался 10 декабря 1942 в 23:00. Около 3 с половиной тысяч партизан бросились на штурм города. Несмотря на численное превосходство защитников города, югославы действовали решительно и стремительно: 6-я и 2-я Краинская бригада к 3 часам утра 11 декабря преодолели сопротивление защитников Браичи-Тавана, Дедовача, Миканова-Брда и Умци, выйдя к восточной части города. 1-я Краинская бригада продвинулась ещё дальше, ликвидировав две огневые точки в западной части. Темпы наступления ненадолго замедлили две сотни домобранцев, которые пробились в город по дорогам из Баня-Луки и Омарски, но вскоре югославы разобрались и с ними.
Однако со стороны Приедора шли подкрепления немцев и хорватов, которые и предрешили исход битвы. В состав этой группы входили 3-й батальон 741-го немецкого пехотного полка, две роты 1-го и одна рота 2-го батальонов немецкого 721-го пехотного полка, две роты 2-го горнострелкового отряда НГХ, четыре танка и многочисленные артиллерийские орудия. Подрывы мостов, минирование зданий, засады — усташи шли на что угодно, лишь бы не позволить сербам пройти дальше. 2-й батальон 2-й Краинской бригады не успел задержать подкрепления усташей и нацистов, что позволило им прорваться в город к 8 часам утра 11 декабря. Численность сражавшегося гарнизона выросла до 8200 человек.
Утром 6-я и 2-я Краинские ударные бригады отступили из города. Около полудня за ними последовала и 1-я Краинская бригада. Бои вокруг города продолжались вплоть до 14 декабря,  когда штаб 1-го корпуса отдал приказ прекратить штурм.

## Итоги и последствия
В битве за город партизаны потеряли 72 человека убитым, 255 ранеными и 29 пленными. В ходе обороны города они использовали запас в 500 ручных гранат, нанеся огромные потери усташам. В бою ими же были подбиты два танка и разрушены четыре моста, что осложнило поставку металлов из шахты Любии.
После неудачного штурма штаб 1-го Боснийского корпуса рассредоточил войска и направил 2-ю и 5-ю Краинские бригады в Козару для действий против более мелких опорных пунктов противника в Боснийской Краине. Параллельно 1-я Пролетарская дивизия отправилась к Баня-Луке. Это повлияло на немецкие планы по проведению операции «Вайс-1»: из списка выделенных для операции сил были исключены 714-я и 718-я пехотные дивизии, которым предстояло держать оборону против отправленных двух краинских бригад и 1-й Пролетарской дивизии.